# Inveruno
Inveruno (Invrugn in dialetto legnanese; Eburonum o Everunum in Latino) è un comune italiano di 8 512 abitanti della città metropolitana di Milano in Lombardia con patrono San Martino di Tours. 

## Geografia fisica

### Territorio

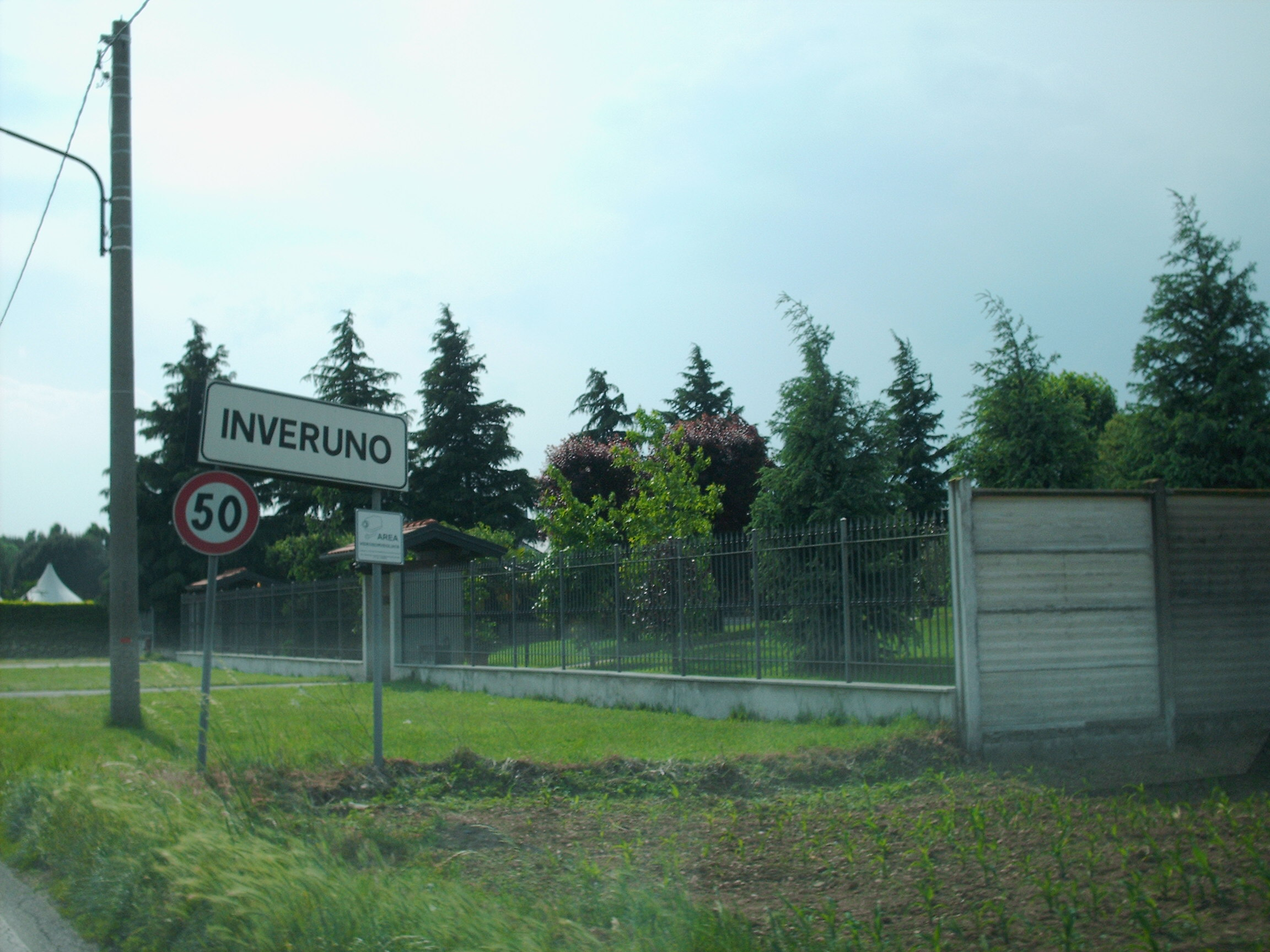
Cartello d'entrata nel comune di Inveruno venendo da Casorezzo

Il territorio comunale ha forma allungata orizzontalmente e confina a nord con Arconate e Busto Garolfo, a est con Casorezzo e Ossona, a sud con Ossona e Mesero e infine a ovest con Cuggiono.
Il comune di Inveruno dispone di un'unica frazione, Furato.

### Geologia e idrografia
Morfologicamente, il territorio di Inveruno è caratterizzato dall'ambiente pianeggiante tipico della pianura padana, prevalentemente adatto a boschi o coltivazioni. L'altitudine si aggira attorno ai 161 m s.l.m..

### Sismologia
Dal punto di vista sismico Inveruno presenta un rischio molto basso ed è stata classificata come il comune zona 4 (bassa sismicità) dalla protezione civile nazionale.

### Clima
Il clima di Inveruno è quello caratteristico delle pianure settentrionali italiane con inverni freddi e abbastanza rigidi ed estati che risentono di elevate temperature; la piovosità si concentra principalmente in autunno e in primavera. Il paese appartiene alla zona climatica E.

## Storia

### Le origini
Le origini celtiche di questo comune rinviano al periodo precedente all'instaurazione definitiva del dominio romano (intorno al II secolo a.C.): l'odierno territorio fu verosimilmente abitato da popolazioni di ceppo gallico che avevano valicato le Alpi. È ascrivibile a questo periodo la probabile origine etimologica dell'abitato: Inveruno deriverebbe infatti dalle parole celtiche Ever e Uno che significano pianta di tasso, data la presunta diffusione dell'essenza arborea nell'area.
A supportare l'origine antica dell'abitato inverunese, sono dei ritrovamenti che sono stati effettuati nel dicembre del 1998 col rinvenimento di una necropoli romana. Gli scavi, di notevole portata, hanno rimesso in luce circa 200 tombe risalenti al tempo della Roma imperiale, datate tra il I ed il IV secolo dopo Cristo. All'interno delle sepolture sono state rinvenute anfore cinerarie, corredi funebri con balsamari in vetro, ceramiche, specchi in bronzo, attrezzi da lavoro, piatti e lucerne in argilla, oltre a numerose monete. Di particolare rilievo è stato il ritrovamento di una fibula a forma di aquila. Il ritrovamento di un così vasto complesso tombale nell'area si spiega forse con la vicinanza del sito alla via consolare Mediolanum-Novaria. Tracce di altri insediamenti antichi sono state ritrovare in via Lazzaretto e in via Piemonte. Del periodo immediatamente successivo rimangono poche testimonianze.
Di Inveruno si fa menzione per la prima volta in un documento scritto risalente all'anno 922 dove si indica che Domenico, arciprete della chiesa di Dairago, era figlio del fu Ambrogio di Euruno (ovvero Inveruno).
Nel XIII secolo il suo territorio risulta essere parte sotto la giurisdizione del Capitolo di Sant'Ambrogio di Milano e parte sotto il dominio dei Crivelli. 
In quel periodo fu sede di un monastero di un ordine religioso.

### L'infeudazione

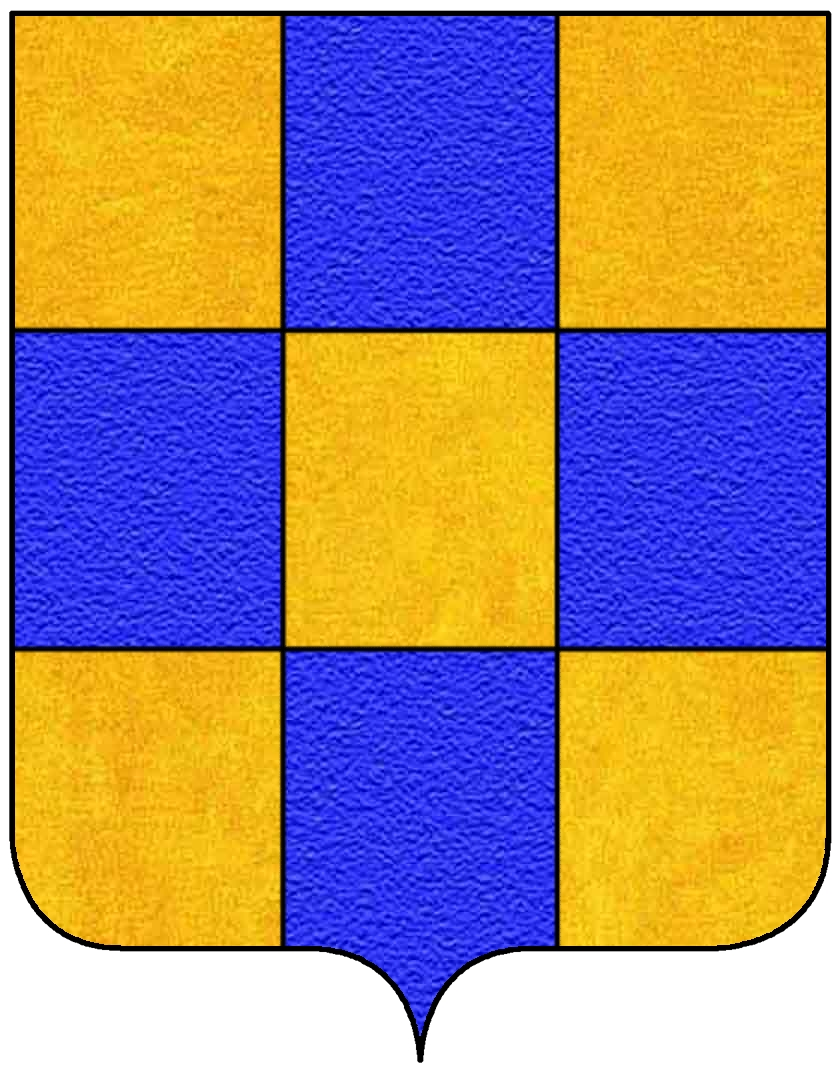
Lo stemma della famiglia Arconati che furono i primi feudatari di Inveruno e terre circonvicine. Lo stemma comunale, sino al 1941, era composto nella parte superiore dello stemma degli Arconati

Nel 1518 Francesco I, Re di Francia, reggente di Milano, concesse il territorio di Inveruno e quelli circostanti di Arconate in feudo alla famiglia Arconati che nella zona possedeva già altri insediamenti rurali. Quando il Ducato di Milano passò sotto la sovranità degli spagnoli, l'imperatore Carlo V revocò la concessione agli Arconati e passò il feudo alla famiglia milanese dei Maggi che ne presero ufficialmente possesso il 28 maggio 1538. Castellano Maggi, il primo feudatario, non avendo avuto eredi, nominò suo erede il nipote Cesare che a sua volta, nel 1559, nominò erede sua figlia Ippolita, la quale sposò il marchese Alfonso Gonzaga di Castelgoffredo. Quest'ultimo vendette il feudo di Inveruno già nel 1570 nuovamente alla famiglia Arconati i quali curarono poi nel 1604 il completamento del rifacimento della chiesa parrocchiale, prima di allora fatiscente. È probabilmente a questo stesso periodo da ascrivere la diffusione del culto di Santa Teresa d'Avila, mistica spagnola, la quale divenne co-patrona del paese nel 1631, dopo soli nove anni dalla sua canonizzazione.
Il 6 maggio 1652 Filippo IV, Re di Spagna e nuovo duca di Milano, concesse il feudo d'Inveruno a Giovan Battista Lossetti, un capitano di ventura originario di Vogogna (dove ancor oggi vi sorge l'antico palazzo Lossetti) che ne prese solennemente possesso. Con l'assegnazione ai Lossetti si pose alla fine di una lunga contesa tra gli Arconati e la Regia Camera di Milano dal momento che i primi ritenevano di aver giustamente acquistato il feudo dai Maggi, mentre i secondi ritenevano che tale vendita fosse stata impropria. Alla fine lo Stato ebbe la meglio e gli Arconati si videro riconoscere a malapena la somma spesa anni prima per l'acquisto del feudo. I Lossetti, ad ogni modo, acquistarono dalla Regia Camera il feudo che comprendeva Inveruno, Dairago, Arconate, Buscate, Borsano, Busto Garolfo, Furato, Malvaglio e Villa Cortese. Dal momento che la morsa spagnola si era di molto allentata rispetto agli anni precedenti sulla gestione dei feudi, il Lossetti decise in quello stesso 1652 di rivendere parte dei possedimenti del proprio feudo ad altri notabili: Busto Garolfo e Arconate alla famiglia Arconati, Malvaglio ai Della Croce e Villa Cortese ai Rescalli.
Nel 1717 la casata dei Lossetti si estinse in linea maschile col matrimonio tra Olimpia ed il conte Pietro Antonio Blardoni di Vogogna, nuova famiglia che divenne proprietaria del feudo inverunese, mantenendolo sino al 1796 quando il governo napoleonico abolì il sistema feudale in Italia.

### Dall'epoca napoleonica all'Unità d'Italia

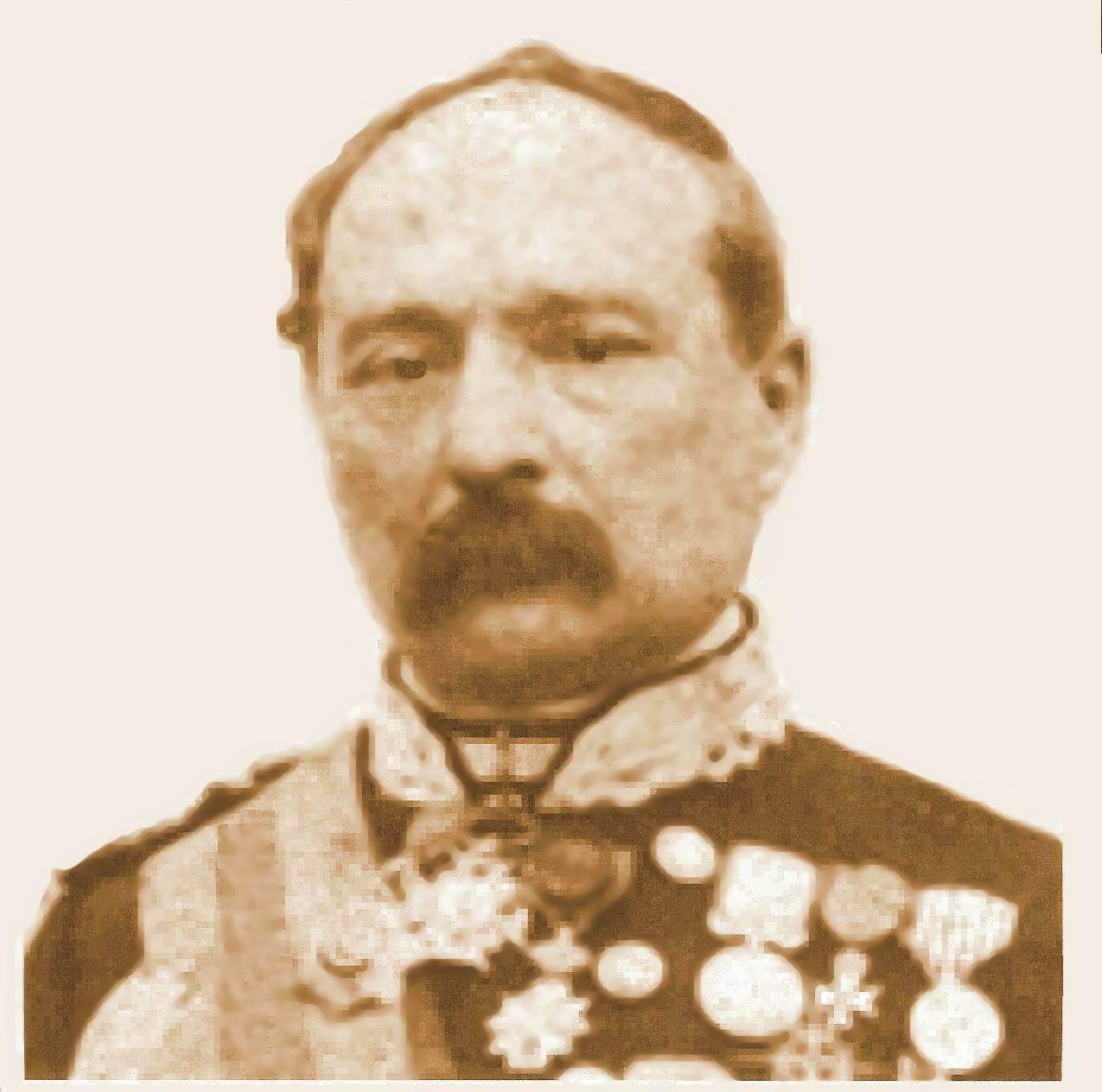
Il generale sabaudo Manfredo Fanti che con la sua divisione passò da Inveruno nei giorni della Battaglia di Magenta del 1859.

Si alternarono dunque i governi del Ducato di Milano e l'occupazione francese napoleonica la quale, durante la propria reggenza, aggregò Inveruno come frazione al comune di Cuggiono, rimanendo tale sino alla restaurazione.
Subentrato il Regno del Lombardo-Veneto, la popolazione rimase invariata nella sua storia sino ai moti rivoluzionari del XIX secolo. Da notare che, a margine della nota battaglia di Magenta, anche a Inveruno si verificarono alcuni scontri fra le parti belligeranti, che qui (a differenza dell'esito della battaglia più nota) videro vittorioso l'I.R. Esercito austriaco in alcuni scontri. Dopo la definitiva vittoria dei francesi a Magenta, seguì l'avanzata dei piemontesi e così riporta Rinaldo Croci, soldato del 1º reggimento dei Cacciatori delle Alpi:
Nel 1859 la Lombardia venne così annessa al Regno di Sardegna e lo Stato sabaudo estense anche ad essa le proprie leggi ordinando il territorio secondo nuovi criteri: Inveruno viene compreso nel circondario di Abbiategrasso della provincia di Milano.
Nel 1870 venne aggregato a Inveruno il comune di Furato.
Nel 1945, durante le fasi finali della seconda guerra mondiale, il campanile di Inveruno viene bombardato, mantenendo tuttavia la sua struttura portante, ma rendendosi necessaria la ricostruzione della parte finale dello stesso.

### Simboli
La descrizione araldica dello stemma, concesso con R.D. del 9 dicembre 1941, è la seguente:

La descrizione araldica del gonfalone, concesso con D.P.R. del 30 settembre 1955, è la seguente:
La creazione del primo stemma comunale avvenne nel 1910 grazie alla collaborazione tra il comune di Inveruno (che prima di allora non si era mai dotato di uno stemma rappresentativo della comunità se non quello delle relative famiglie feudali volta per volta), e l'editore milanese Antonio Vallardi, titolare di un archivio araldico, che si impegnò a realizzare le ricerche storiche necessarie che motivavano la creazione dello stemma. Il risultato fu il seguente:
Questo stemma riprendeva chiaramente gli estremi storici del paese: in esso erano ricordate le famiglie Arconati (cinque punti d'oro e quattro d'azzurro), Lossetti (quattro stelle d'oro), Visconti (per il legame con Milano) e la figura di san Martino, patrono della città.
Lo stemma attuale, invece, venne completamente rifatto nel 1941, per motivi ad oggi sconosciuti. Esso appare composto nella parte superiore dall'arma della famiglia Maggi (che fu titolare del feudo di Inveruno dal 1538 al 1570) con le caratteristiche fasciature azzurre e argentee, mentre le stelle e il leopardo passante della parte inferiore sono tratte dallo stemma della famiglia Lossetti.

## Monumenti e luoghi d'interesse

### Architetture religiose

#### Chiesa Parrocchiale di San Martino vescovo

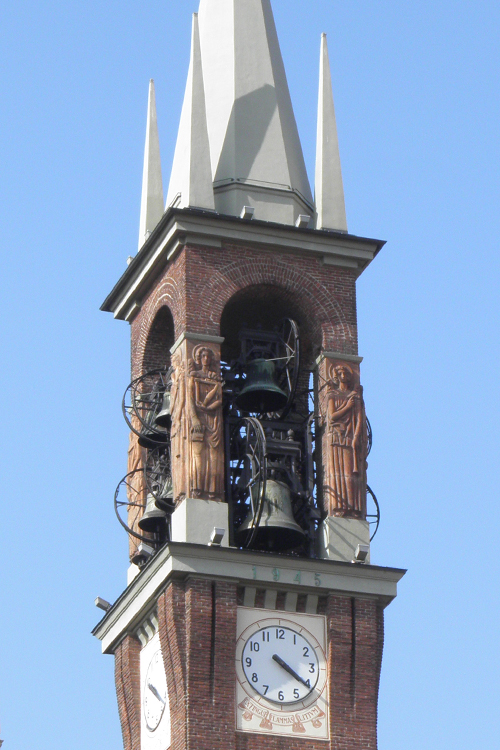
Il campanile della Chiesa di San Martino.

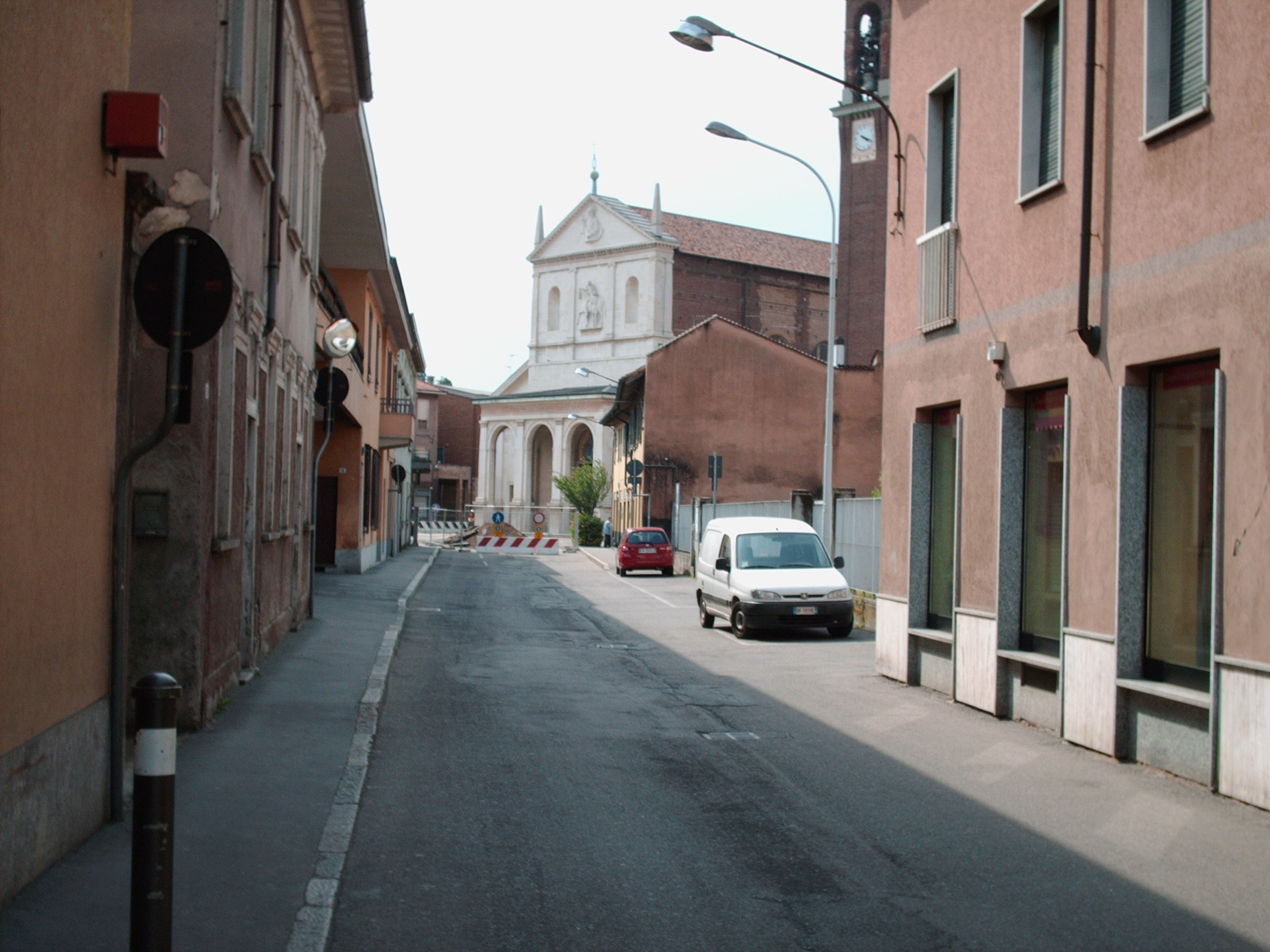
Scorcio della facciata attuale della chiesa parrocchiale di Inveruno

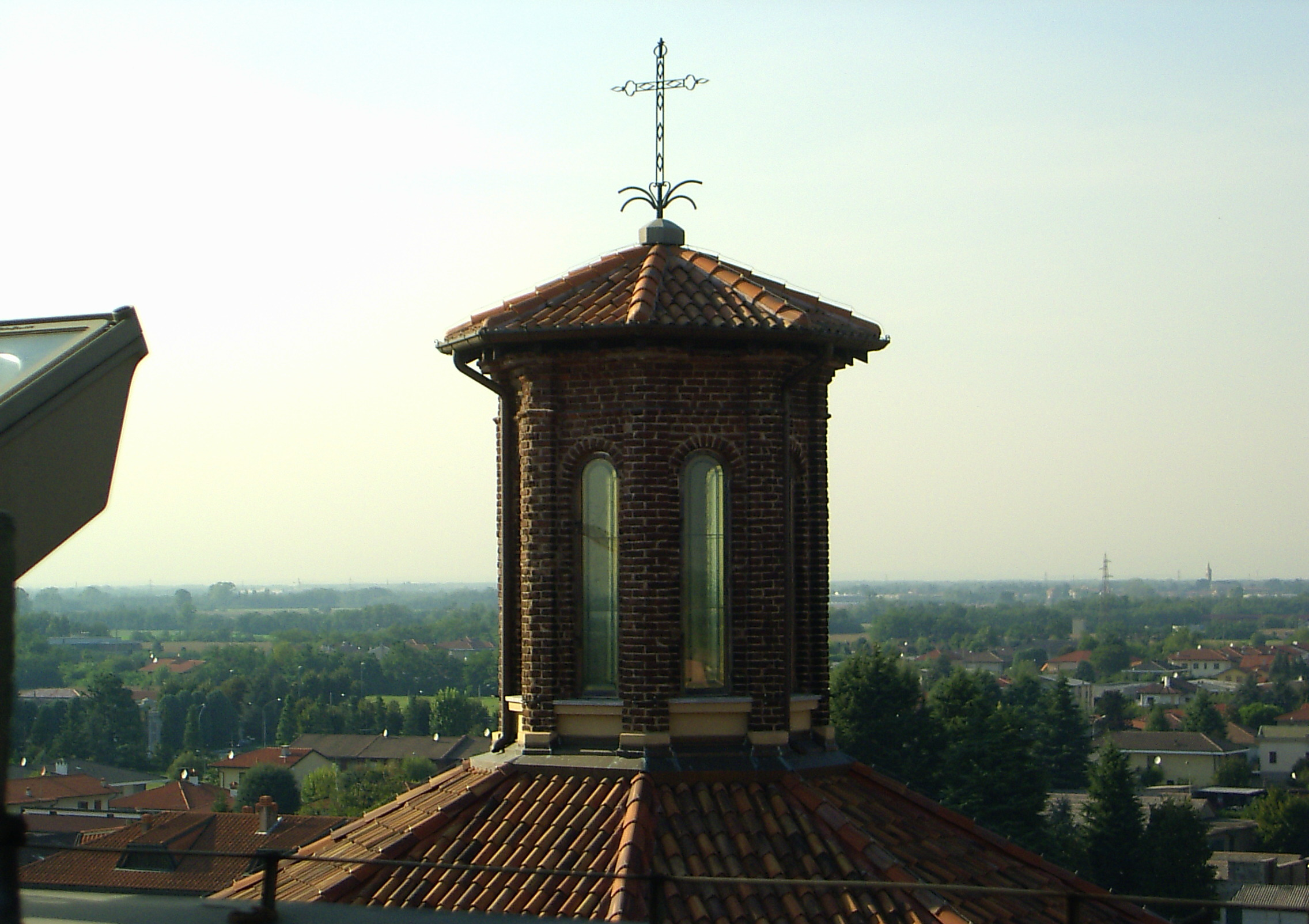
Vista panoramica del paese e della lanterna della cupola della chiesa parrocchiale

L'antica chiesa di San Martino venne costruita probabilmente prima dell'anno 1000 e già nel 1177 appare citata col titolo di chiesa, dedicata a San Martino di Tours.
Dal "Liber Notitiae Sanctorum Mediolanensis" di Goffredo da Bussero, apprendiamo che già dal XIII secolo la chiesa di Inveruno era sottoposta alla pieve di Dairago, in seno alla quale divenne dapprima cappella (1398) e poi parrocchia nel 1485. Nel XVI secolo divenne una rettoria e viene segnalata con questo titolo ancora nelle visite pastorali dei secoli XVI e XVIII.
La chiesa viene nuovamente citata nell'ambito della visita pastorale del cardinale Giuseppe Pozzobonelli del 1753 durante la quale si segnalò anche la presenta di tre confraternite. All'epoca il numero dei fedeli era di circa 1000 persone, di cui 700 erano i comunicati. In quest'epoca la parrocchia contava 831.15 pertiche di terreno ad essa annesse, con una rendita netta di 1212.1 lire annue.
Vi furono ampliamenti e rifacimenti nel trascorrere dei secoli. Una nuova chiesa, eretta sulla precedente di cui si conservarono la cappella maggiore e la torre del campanile, fu ultimata nel 1604. In essa esisteva una cappella dedicata a San Carlo Borromeo, nella quale era situato un grande quadro, rappresentante l'effigie dello stesso santo, opera attribuita al pittore Giulio Cesare Procaccini, oggi conservata in parrocchia. Vi era altresì un organo con annessa cantoria.
L'edificio della chiesa parrocchiale venne ampliato di un terzo rispetto alla precedente costruzione nel 1886. La nuova struttura, conclusa già tre anni più tardi, venne riposizionata nell'orientamento, con l'abside posto a nord (a differenza del precedente, orientato in modo tradizionale ad est) e dotata di una facciata di stile neogotico. In breve tempo ci si rese conto che, per la comparsa di crepe e problemi strutturali, la chiesa anche se riadattata non era in grado di sostenere la nuova struttura e per questo si decise di ricostruirla completamente. Il nuovo progetto, redatto in stile classico dall'architetto e assessore comunale Enrico Strada, venne realizzato fra il 1899 e il 1901, anno in cui la chiesa venne consacrata, il 22 novembre, dal cardinale Andrea Carlo Ferrari. La facciata venne conclusa successivamente.
Il campanile è alto 53 metri e possiede un concerto di 10 campane (8 + Sol3 e Re♯3) in La2 crescente, fuso nel 1857 dalla ditta Felice Bizozzero di Varese.
L'oratorio parrocchiale di Inveruno è dedicato a San Luigi Gonzaga.

#### Cappella Formenti
La cappella funeraria della famiglia Formenti, è sita nel cimitero di Inveruno. È una cappella funeraria e votiva eretta nel cimitero durante i lavori di ampliamento eseguiti alla fine dell'Ottocento. Al suo interno, sulla parte centrale, si trova un affresco di buona fattura raffigurante un'Annunciazione e risalente al 1884, per mano del pittore Raffaele Casnedi.

#### Altri luoghi di culto
- Chiesa di Sant'Ambrogio (non consacrata, solo adibita al culto).
- Chiesa di San Carlo Borromeo Santa Maria Immacolata e Paolo VI (cappella delle Piccole Serve del Sacro Cuore detta anche Chiesa dell'asilo - Fondazione don Ercole Paganini).
- Chiesa del Sacro Cuore di Gesù (Suore).
- Oratorio dell'Annunciata (Cascina Garagiola).
- Cappella di San Rocco: è stata costruita verso il 1600 in onore di San Rocco patrono degli appestati e probabilmente serviva come un secondo Lazzaretto nei momenti in cui gli appestati erano troppo numerosi.

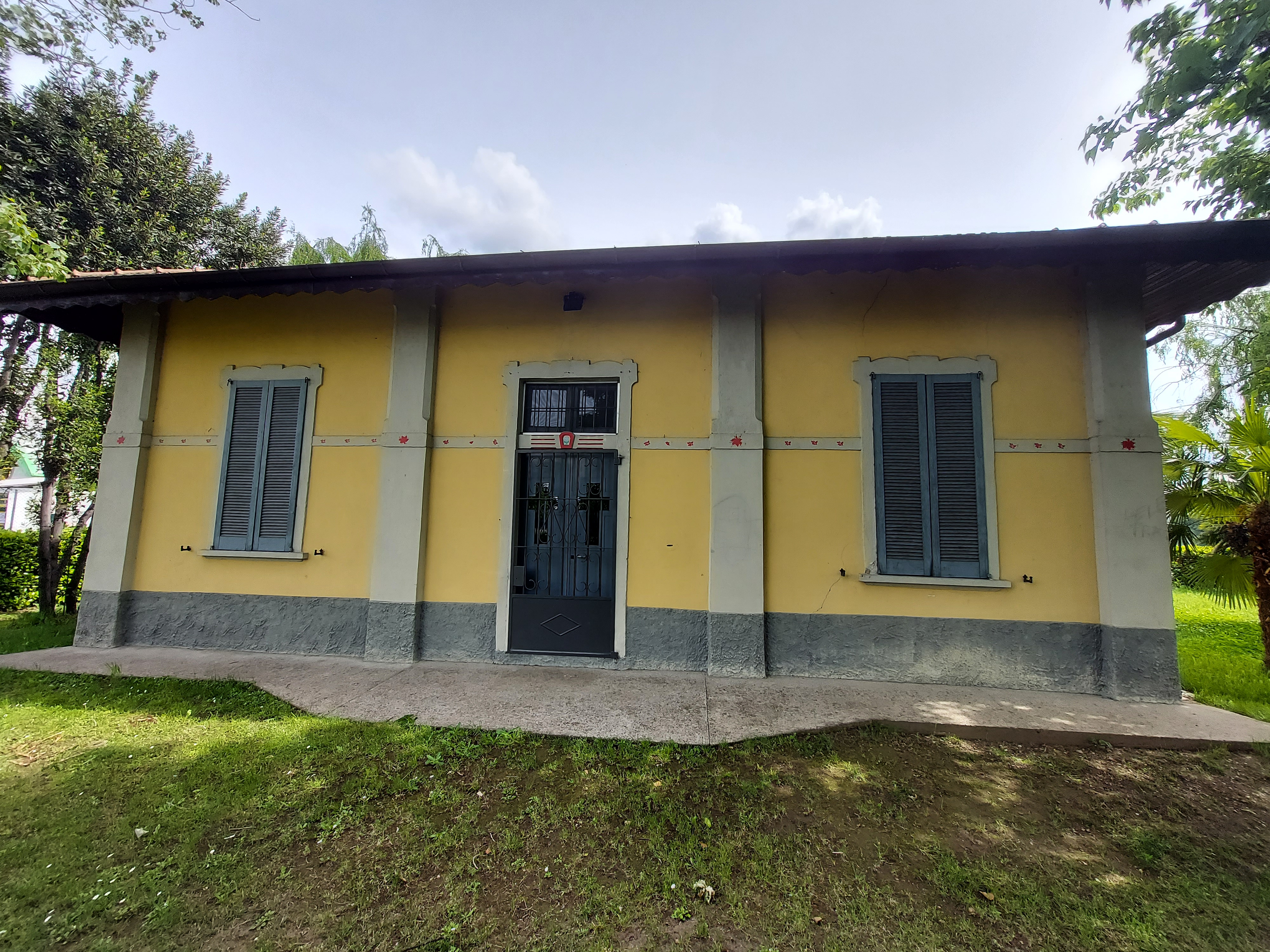
Lazzaretto nel 2021

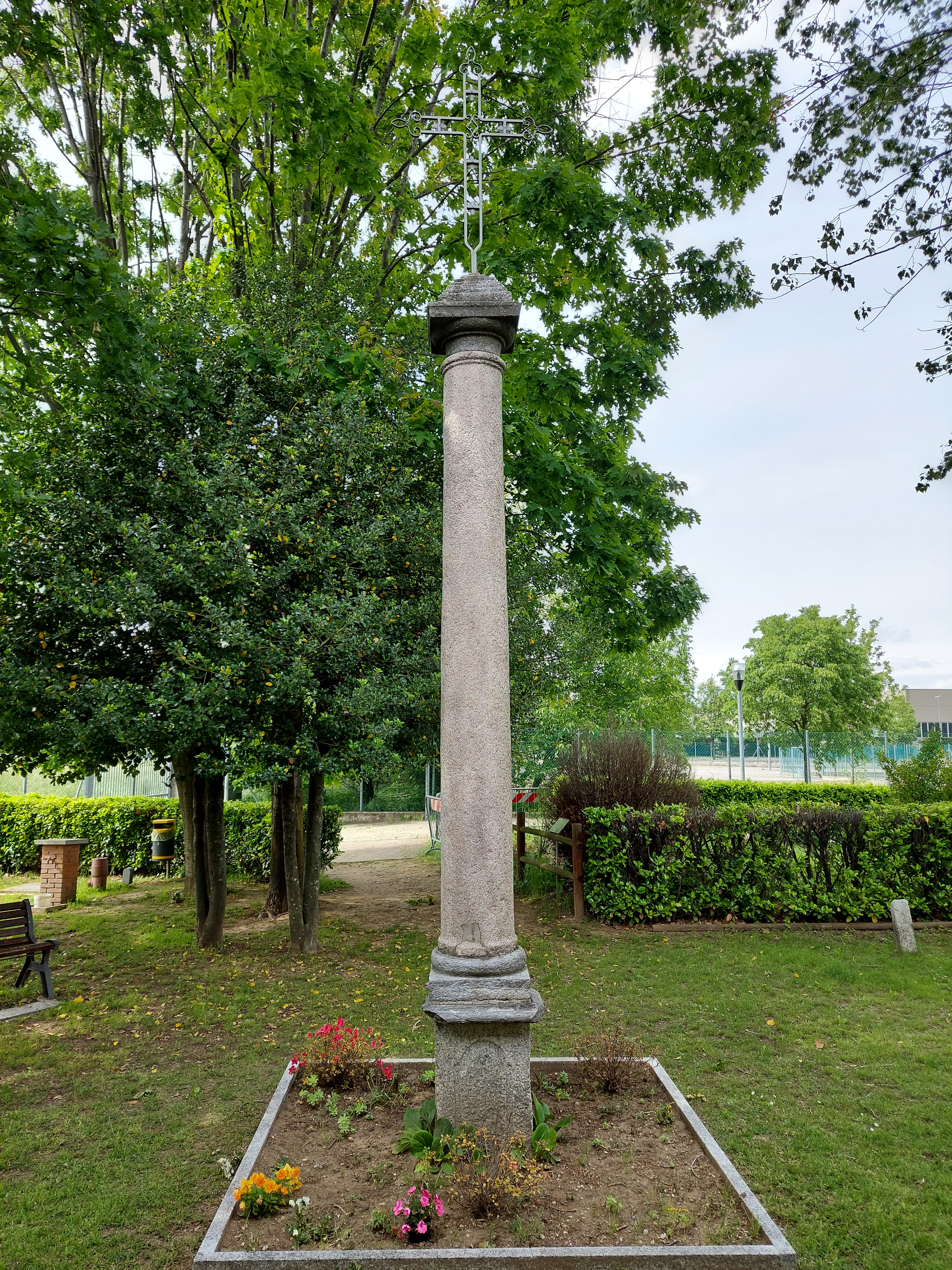
Colonna votiva di fronte al lazzaretto

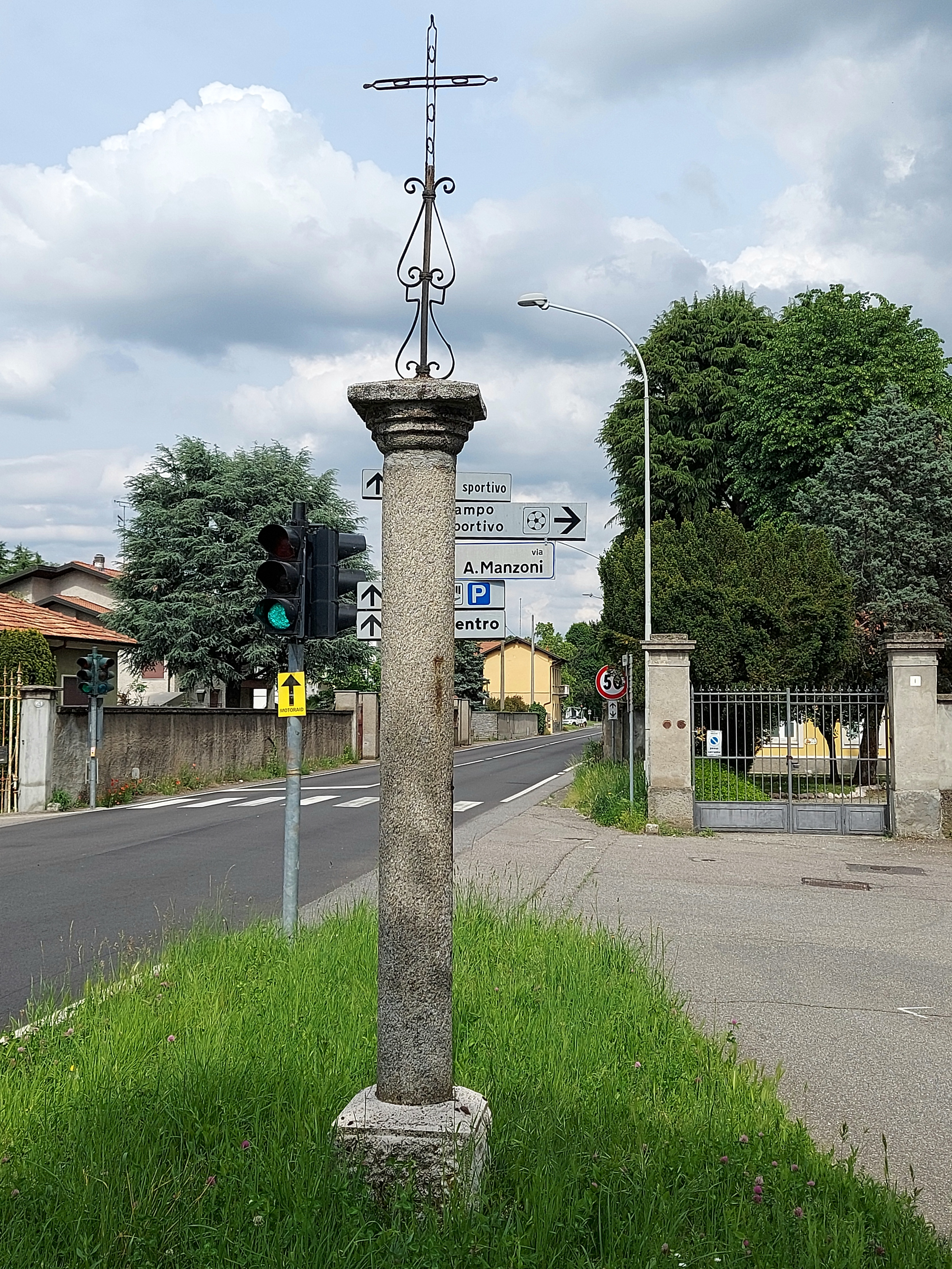
Colonna votiva in viale Lombardia

- Lazzaretto: è stato costruito ai confini con Mesero nel 1600. Qui venivano trasportate le persone colpite da peste. La maggiore epidemia si diffuse nel 1630 (alcuni riferimenti su questa ci pervengono da Alessandro Manzoni). Quando l'epidemia cessò nel 1631 gli inverunesi si riunirono in piazza Grande e fecero voto, per sé e per i propri eredi, di far celebrare solennemente le festività di Santa Teresa, eletta a compatrona di Inveruno, di San Rocco, protettore degli appestati, di San Sebastiano e di San Carlo.

Vennero poi innalzate due colonne in granito, sormontate da una croce in ferro, a ricordo della peste; una fu innalzata davanti al Lazzaretto e una ai confini di Inveruno, con Mesero e Cuggiono, all'incrocio fra le vie Manzoni, Martiri della Libertà e viale Lombardia: sono entrambe visibili ai nostri giorni.
L'edificio oggi presente è però il risultato di numerose modifiche e ristrutturazioni.

#### Luoghi di culto non più esistenti
L'antica chiesa della Santa Croce e di Sant'Ambrogio, sede della Confraternita della Penitenza, fu bruciata agli inizi del XX secolo. Durante il XVII secolo fu sede di un lazzaretto. Sul luogo dove essa sorgeva (ora via Marcora) sorge oggi Villa Gajetti. Vi si trovarono pure sepolture longobarde.
Vi era inoltre un oratorio dedicato a Santa Teresa abbattuto negli anni sessanta del XX secolo: sul luogo ove sorgeva si trova oggi una edicola inaugurata nel 2010 con una bassorilievo dell'opera di don Marco Melzi (Scuola del Beato Angelico di Milano) e l'antica croce del timpano della facciata della chiesetta. È infine attestata la presenza di altri due oratori (o cappelle) di probabile giuspatronato familiare.

### Architetture civili

#### Villa Tanzi Mira
Oggi sede degli uffici comunali, la neoclassica Villa Tanzi Mira fu, nei primi del Novecento, residenza del sindaco Gaetano Tanzi Mira.
Le origini della villa però risalgono al Settecento in quanto l'area su cui attualmente è presente la struttura già appariva identificabile nella mappatura del Catasto Teresiano anche se all'epoca era ancora indicata come di proprietà dei signori Bozzacchi, di origini milanesi, i quali fecero costruire un primo nucleo della villa. La struttura venne successivamente venduta alla famiglia Rosnati nel 1858, i quali l'ampliarono notevolmente facendola divenire il fulcro di una vasta tenuta agricola nella zona.
Nel 1870 la villa venne acquistata dalla nobildonna Luigia Mira, moglie del nobile Gaetano Tanzi, la quale già possedeva la maggior parte dei terreni circostanti, avendoli ereditati dalla madre Carolina Orsini, figlia del nobile Luigi. Alla morte di Luigia Mira, in mancanza di eredi diretti, la proprietà passò al nipote ingegnere Gaetano Tanzi che assunse il cognome Mira in memoria della zia. La villa rimase proprietà della famiglia Tanzi Mira sino al 1969 quando l'allora sindaco di Inveruno, il dottor Francesco Virga, propose l'acquisto dello stabile alla famiglia. L'anno successivo l'operazione venne completata il 19 dicembre 1970 dal nuovo sindaco Giovanni Marcora, il quale nel 1975 avviò una vasta opera di restauro conclusasi solo nel 1999.
All'interno, la villa presenta pregevoli soffitti decorati che spaziano molto a livello stilistico come è possibile ammirare al piano terreno dove la "sala del camino" mostra decorazioni floreali di epoca neoclassica, mentre la "sala d'angolo" presenta motivi pittorici a drappeggio di gusto ottocentesco. La villa conserva ancora oggi uno torchio per la pigiatura del vino risalente al 1759 ed un parco aperto al pubblico.

#### Palazzo Baffa
Noto anche come la filanda, il complesso di impianto settecentesco è composto dalla villa padronale (con un parco secolare) e da due corti laterali. L'attuale edificio sorge su preesistenti edifici, situandosi nel cuore e nel nucleo più antico del paese.

#### Villa Muggiani

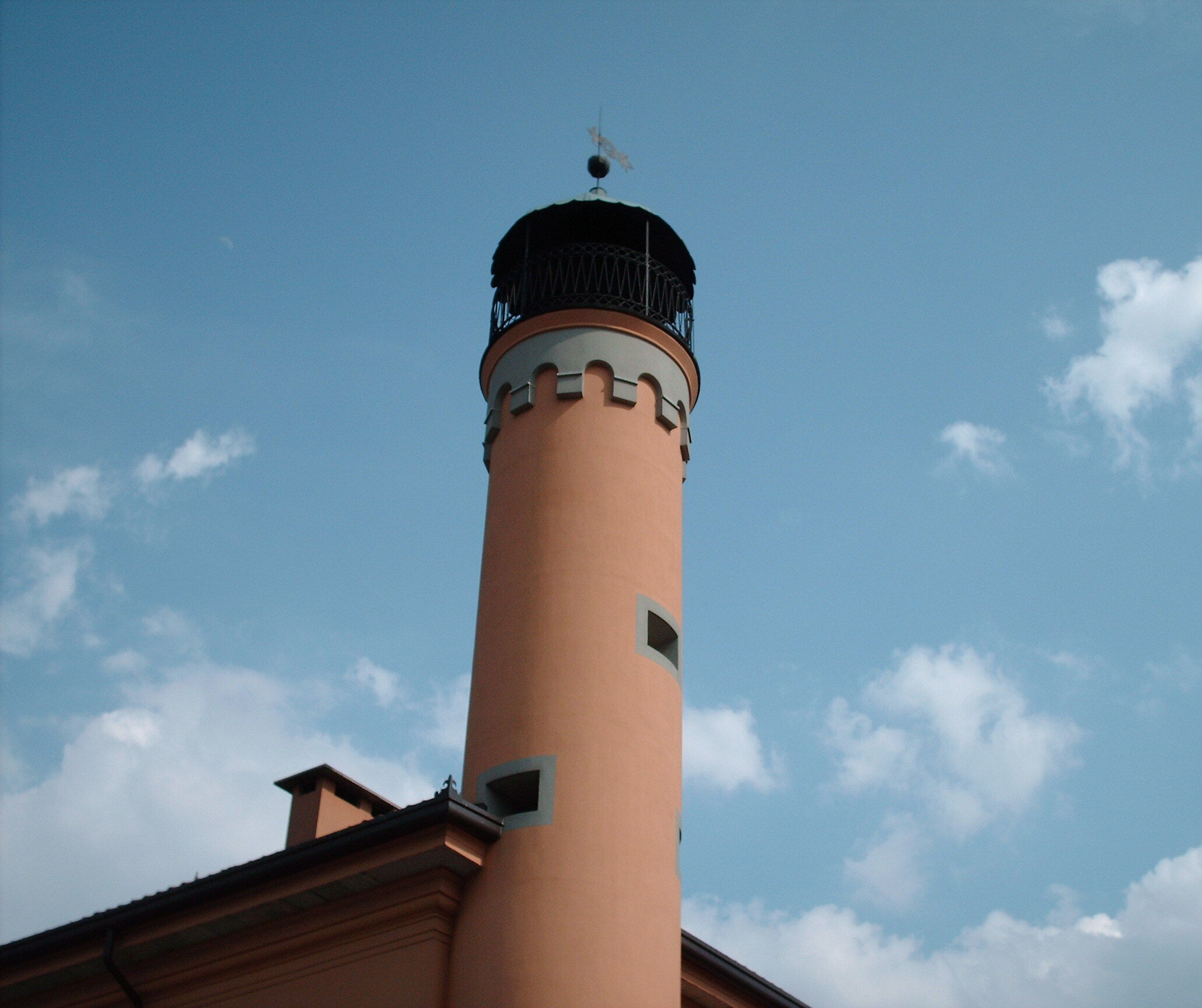
La caratteristica torre di Villa Muggiani

Popolarmente nota come "la Tureta", per la torre che ne caratterizza l'impianto, è una residenza privata.

#### Villa Verganti Veronesi
Edificata fra il XIX e il XX secolo, è un classico esempio di villa tipicamente lombarda. L'ampio parco è ricco di essenze arboree. Della villa fu comproprietario il professor Umberto Veronesi.

#### Cascina Garagiola
Cascina oggetto di interventi da parte dell'attuale proprietà, che ne ha mantenuto l'originale e mai interrotta destinazione di azienda agricola.
A destra dell'ingresso della cascina è situato l'Oratorio dell'Annunziata. Esso è costituito da una piccola cappella intitolata a Maria Santissima annunciata, con una tela raffigurante San Carlo Borromeo; l'Oratorio oggi è usato per piccole cerimonie.

#### Il Torchio
Fa parte del complesso di Villa Tanzi: un grande torchio a vite in legno e pietra, lungo 14 metri e alto 5.
Costruito nel 1759 per la pigiatura dell'uva da vino. Segno di una coltura di vite nella zona.
L'imponente macchinario rimase in funzione fino al 1870, momento dell'abbandono di questo tipo di coltivazione a causa della diffusione della fillossera (un insetto di provenienza nordamericana che distrusse i vitigni). Inoltre, grazie all'apertura del canale Villoresi, nelle campagne inverunesi si verificò un radicale cambiamento nelle colture tradizionali.

## Società

### Evoluzione demografica
Abitanti censiti

## Cultura

### Cinema
A Inveruno venne girata una breve sequenza del film Mani di velluto (1979) con Adriano Celentano ed Eleonora Giorgi.

### Cucina
La cucina inverunese è contagiata molto, anzi, appartiene alla cucina tipica milanese; I piatti forti quindi, sono quelli tipici di Milano:
- la cotoletta alla milanese
- il risotto alla milanese
- la cassœula: piatto costituito da verze, cotenna di maiale, costine di maiale.

Sono tipicamente inverunesi:
- la Piota: dolce costituito da pasta per il pane con l'aggiunta di fichi e mele.
- il risotto giallo con la salsiccia
- la Rusumàa: sorta di zabaione "a freddo" ottenuto con l'unione dell'albume d'uovo montato a neve, del tuorlo lavorato con poco zucchero e marsala (o varianti con caffè o vino rosso).

### Eventi
- 11 novembre e week-end successivo: Antica Fiera di San Martino
- Lunedì dell'Angelo (Lunedì in Albis): fiera delle merci "Floribunda";
- 3ª domenica di ottobre: Festa di Santa Teresa d'Avila.

## Economia
Fino alla fine degli anni cinquanta del XX secolo, Inveruno rimase prevalentemente un centro agricolo sebbene l'industria tessile e quella meccanica fossero discretamente sviluppate. Il boom economico degli anni sessanta provocò un considerevole aumento delle attività industriali, commerciali ed artigianali, mentre si verificò un lento e costante declino del settore agricolo. Nonostante lo sviluppo dell'industria e del commercio, esistono circa 250 fra attività commerciali, artigianali ed industriali, mentre si sente sempre più la carenza del settore elettronico e della tecnologia.

## Infrastrutture e trasporti
Il comune è collegato con i comuni del magentino, del legnanese e con Milano attraverso un servizio di autolinee gestito da Movibus.
Fra il 1879 e il 1952 la località era servita dalla tranvia Milano-Castano Primo altresì nota con il soprannome di Gambadelegn.

## Amministrazione

### Amministrazioni durante il Regno d'Italia
| Periodo        | Periodo        | Primo cittadino         | Partito        | Carica                  | Note |
| -------------- | -------------- | ----------------------- | -------------- | ----------------------- | --- |
| 1861           | 1864           | Carlo Giuseppe Camperio | Destra storica | Sindaco                 | San Giuliano di Melegnano, 01-07-1801 - Inveruno, 06-04-1865                                                           |
| 14 aprile 1864 | 6 ottobre 1864 | Giuseppe De Ponti       |                | Assessore anziano, f.f. | Robecco sul Naviglio, 27-06-1841 - Inveruno, 1894                                                                      |
| 6 ottobre 1864 | 1867           | Gaetano Tanzi           | Destra storica | Sindaco                 | |
| 1867           | 1894           | Giuseppe De Ponti       | Destra storica | Sindaco                 | Robecco sul Naviglio, 27-06-1841 - Inveruno, 1894                                                                      |
| 1895           | 1910           | Ernesto Baffa           | Destra storica | Sindaco                 | Bienate, 09-11-1841 - Milano, 05-01-1911, Cavaliere dell'Ordine della Corona d'Italia, ingegnere                       |
| 1910           | 1920           | Gaetano Tanzi Mira      | Popolare       | Sindaco                 | ... - Inveruno, 29-07-1959. Nobile, Cavaliere dell'Ordine della Corona d'Italia, ingegnere, nipote del sindaco omonimo |
| 1920           | 1920           | Mario Ferraresi         |                | Commissario prefettizio | |
| 1920           | 1921           | Giuseppe Ferrario       | PSI            | Sindaco                 | |
| 1921           | 1924           | Aquilino Farè           |                | Commissario prefettizio | Cavaliere dell'Ordine della Corona d'Italia                                                                            |
| 1924           | 1926           | Gian Luigi Baffa        | Liberali       | Sindaco                 | Cavaliere dell'Ordine della Corona d'Italia, ingegnere, nipote di Ernesto Baffa                                        |
| 1926           | 1944           | Gian Luigi Baffa        | PNF            | Podestà                 | Cavaliere dell'Ordine della Corona d'Italia, ingegnere, nipote di Ernesto Baffa                                        |

### Amministrazioni dalla caduta del Fascismo a oggi
| Periodo                        | Sindaco             | Partito                                 | Note |
| ------------------------------ | ------------------- | --------------------------------------- | --- |
| 26 aprile 1945 - 8 maggio 1945 | Nino Zannini        |                                         | Nominato quale presidente di un'amministrazione provvisoria da una rappresentanza locale delle principali categorie di cittadini e partiti. |
| 9 maggio 1945- 13 aprile 1946  | Silvio Ballerini    |                                         | Nominato dall'amministrazione provvisoria                                                                                                   |
| 1946-1946                      | Alberto Riva        | DC                                      | |
| 1946-1960                      | Giovanni Zanzottera | DC                                      | |
| 1960-1970                      | Francesco Virga     | DC                                      | |
| 1970-1975                      | Giovanni Marcora    | DC                                      | |
| 1975-1980                      | Giorgio Massoni     | CD - Cristiani Democratici lista civica | |
| 1980-1982                      | Giovanni Marcora    | DC                                      | |
| 1982-1985                      | Marino Gariboldi    | DC                                      | Dapprima Vicesindaco, subentra in qualità di Primo cittadino a Giovanni Marcora.                                                            |
| 1985-1995                      | Gianni Mainini      | DC                                      | |
| 1995-2004                      | Luigi Garavaglia    | Forze Popolari - Lista civica           | |
| 2004-2014                      | Maria Grazia Crotti | Forze Popolari - Lista civica           | |
| 2014-2024                      | Sara Bettinelli     | Rinnovamento Popolare - Lista civica    | |
| 2024-                          | Nicoletta Saveri    | Rinnovamento Popolare - Lista civica    | |

## Sport

### Calcio
La principale squadra di calcio della città è l'U.S. Inveruno fondata nel 1945 e storicamente militante nelle categorie dilettantistiche (con alcune partecipazioni in Serie D come miglior risultato). 
Nella stagione 2018/2019 vince i Play-Off di Serie D, risultato mai raggiunto dalla società in 54 anni di attività. Nella stagione 2024-25 milita nel Campionato di Prima Categoria vincendo il girone.
Nel 2022 è nata una nuova squadra di calcio amatoriale, Inveruno Football Club. La squadra nasce da un'iniziativa di Garavaglia Emanuele, Lombardo Filippo e Garagiola Davide, un contributo fondamentale è stato dato anche da un volto storico dell' U.S. Inveruno, Ennio Garagiola.
La nuova squadra amatoriale ha vinto il Campionato AICS Lombardia nella stagione 2022-2023. Dalla stagione 2023-2024 la squadra è iscritta al Campionato ACSI Milano organizzato da Sportland Milano.
Il campo casalingo dei due club è lo Stadio Comunale "Luigino Garavaglia".

### S.O.I.
La Sportiva Oratoriana Inverunese è stata fondata nel settembre 1946 da un'iniziativa congiunta di Don Piero Bonfanti, l'attivo coadiutore dell'epoca e dai signori: Chiodini Roberto (Presidente) Belloli Terenzio (Presidente Onorario) Robbiati Silvestro (Segretario) Brazzelli Peppino (Cassiere) Magio Aquilini - Colombini Luigi - Garavaglia Lino - Garavaglia Pino - Gornati Luigi - Garavaglia Gian Luigi (Consiglieri). Nel 1946 l'attività svolta dalla S.O.I. era il calcio, ma non erano tralasciati gli sport minori. La S.O.I. però non ha il solo scopo della formazione di giovani atleticamente sani: i dirigenti di allora e di oggi cercano di far apprendere ai giovani quelle componenti morali, religiose che lo sport racchiude in sé.
Nel corso degli anni si è abbandonata la pratica del calcio e si sono promosse le seguenti attività sportive:
- Atletica Leggera
- Pallacanestro
- Pallavolo
- Ginnastica di mantenimento

#### Basket
Notevole l'impegno della Soi Inveruno che nell'anno 2009 è passata alla categoria Promozione nell'ambito cestistico.